# Каплун Леонід Ізраїльович
Леонід Ізраїльович Каплун (16 серпня 1948, м-ко (нині смт) Теплик Вінницької області — 18 серпня 1995, м. Тернопіль) — український спортсмен (шахіст), тренер. Перший із тернополян — майстер спорту СРСР із шахів (1976).

## Життєпис
Закінчив Чортківську СШ № 2 (1966), навчався на історичному факультеті Новосибірського університету (нині РФ).

## Кар'єра
1970—1980-і — багаторазовий чемпіон Тернопільської області. 1978 — у команді українського спортивного товариства «Авангард» виборов Кубок СРСР.
Від 1979 — суддя республіканської категорії. 1991 — тренер Василя Іванчука під час чвертьфінального матчу на першість світу з Артуром Юсуповим.
Найкращі партії Леоніда Каплуна надруковані в багатьох вітчизняних та закордонних шахових виданнях.

## Вшанування пам'яті
Щорічно в Тернополі проводять шаховий меморіальний турнір пам'яті Леоніда Каплуна.

## Турнірні результати

### Чемпіонати України
Леонід Каплун зіграв у дев'яти фінальних турнірах чемпіонатів України, набравши загалом 48½ очок зі 101 можливих (без врахування результатів 1980 року).
| Рік  | Місто           | Турнір                 | + | − | = | Результат | Місце |
| ---- | --------------- | ---------------------- | - | - | - | --------- | ----- |
| 1973 | Дніпропетровськ | 42-й чемпіонат України | 5 | 3 | 6 | 8 з 13    | 15    |
| 1974 | Львів           | 43-й чемпіонат України |   |   |   | 6½ з 13   | 26—37 |
| 1975 | Дніпропетровськ | 44-й чемпіонат України |   |   |   | 5½ з 9    | 11—14 |
| 1976 | Донецьк         | 45-й чемпіонат України | 0 | 4 | 9 | 4½ з 13   | 14    |
| 1977 | Житомир         | 46-й чемпіонат України | 2 | 2 | 5 | 4½ з 9    | 19—24 |
| 1978 | Ялта            | 47-й чемпіонат України | 4 | 4 | 7 | 7½ з 15   | 9—10  |
| 1980 | Харків          | 49-й чемпіонат України |   |   |   | ? з 13    | ?     |
| 1985 | Ужгород         | 54-й чемпіонат України | 4 | 9 | 1 | 4½ з 14   | 13    |
| 1987 | Миколаїв        | 56-й чемпіонат України | 3 | 3 | 9 | 7½ з 15   | 7—8   |